# Challenger de Monterrey
El Monterrey Challenger es un torneo profesional de tenis. Pertenece al ATP Challenger Tour. Se juega desde el año 2015 sobre pistas de dura al aire libre, en Monterrey, México.

## Palmarés

### Individuales
- Datos obtenidos de ATP Tour.[2]

| Año  | Campeón             | Finalista            | Resultado        |
| ---- | ------------------- | -------------------- | ---------------- |
| 2023 | Nuno Borges         | Borna Gojo           | 6-4, 7-6(6)      |
| 2022 | Fernando Verdasco   | Prajnesh Gunneswaran | 4-6, 6-3, 7-6(3) |
| 2021 | No celebrado        | No celebrado         | No celebrado     |
| 2020 | Adrian Mannarino    | Aleksandar Vukic     | 6-1, 6-3         |
| 2019 | Aleksandr Búblik    | Emilio Gómez         | 6-3, 6-2         |
| 2018 | David Ferrer        | Ivo Karlović         | 6-3, 6-4         |
| 2017 | Maximilian Marterer | Bradley Klahn        | 7-6, 7-6         |
| 2016 | Ernesto Escobedo    | Denis Kudla          | 6-4, 6-4         |
| 2015 | Thiemo de Bakker    | Víctor Estrella      | 7-6, 4-6, 6-3    |

### Dobles
| Año  | Campeones                             | Finalistas                                | Resultado             |
| ---- | ------------------------------------- | ----------------------------------------- | --------------------- |
| 2023 | André Göransson Ben McLachlan         | Luis David Martínez Cristian Rodríguez    | 6–3, 6–4              |
| 2022 | Hans Hach Verdugo Austin Krajicek     | Robert Galloway John-Patrick Smith        | 6–0, 6–3              |
| 2021 | No celebrado                          | No celebrado                              | No celebrado          |
| 2020 | Karol Drzewiecki Gonçalo Oliveira     | Orlando Luz Rafael Matos                  | 6–7(5–7), 6–4, [11–9] |
| 2019 | Evan King Nathan Pasha                | Santiago González Aisam-ul-Haq Qureshi    | 7–5, 6–2              |
| 2018 | Marcelo Arévalo Jeevan Nedunchezhiyan | Leander Paes Miguel Ángel Reyes Varela    | 6–1, 6–4              |
| 2017 | Christopher Eubanks Evan King         | Marcelo Arévalo Miguel Ángel Reyes Varela | 7–6(4), 6–3           |
| 2016 | Evan King Denis Kudla                 | Jarryd Chaplin Ben McLachlan              | 7–5, 6–2              |
| 2015 | Thiemo de Bakker Mark Vervoort        | Paolo Lorenzi Fernando Romboli            | Walkover              |